# Sant Martí de Noedes
Sant Martí de Noedes és l'església del poble nord-català de Noedes, a la comarca del Conflent. Al segle xiii tenia la categoria de parroquial, però posteriorment consta com a sufragània de Sant Esteve d'Orbanyà.
És a la zona central-oriental del poble, a prop del cementiri, que queda més a llevant, fora del nucli de població. És en un fort coster, que ha afectat el temple mateix.

## Història
Sant Martí de Noedes és esmentat el 1279, primer cop que s'esmenta el capellà d'aquest poble. L'any següent apareix en una relació de parròquies del deganat de Conflent. El 1551 ja consta com a sufragània d'Orbanyà.

## Edifici

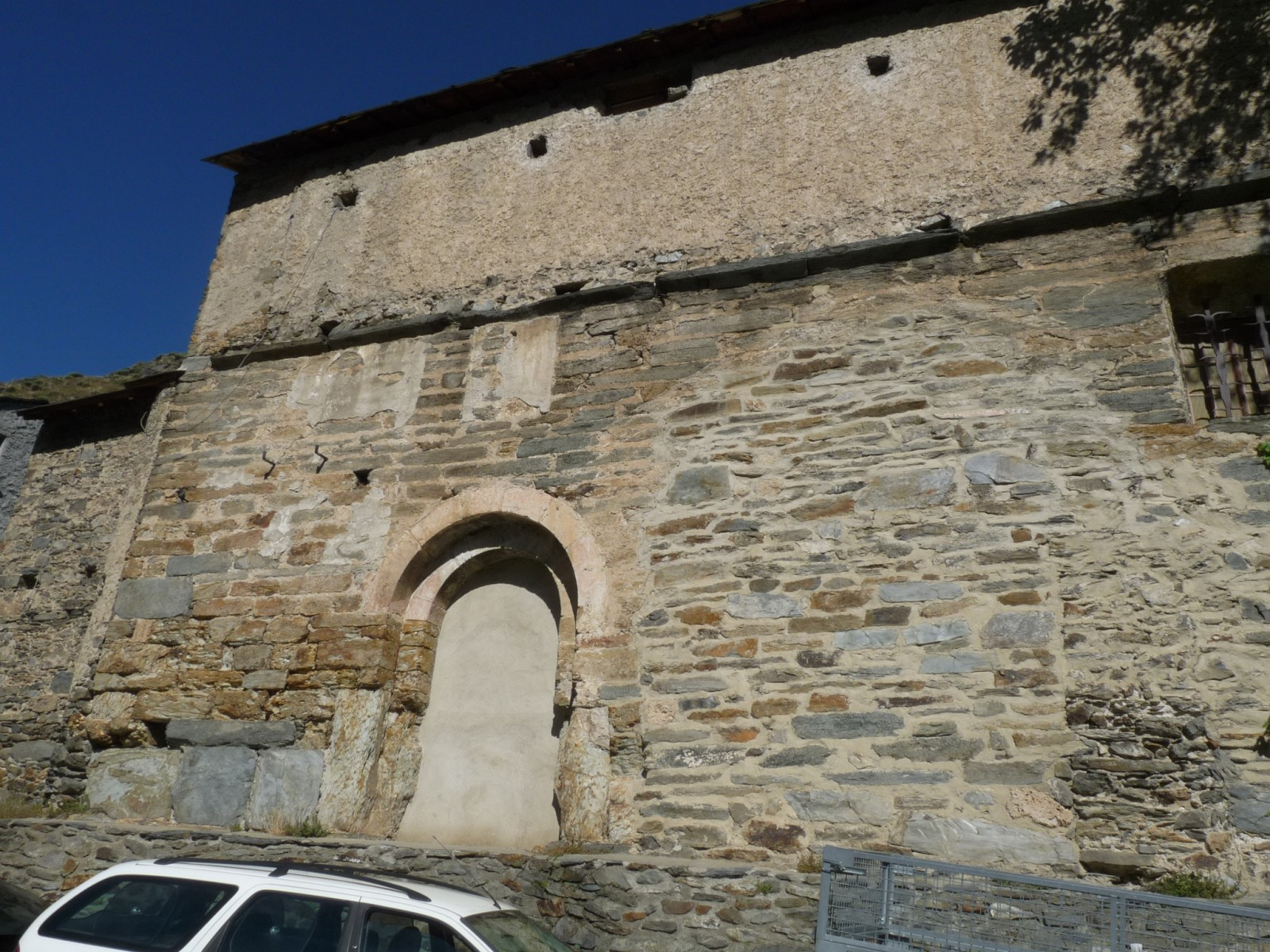
Façana meridional

Sant Martí de Noedes és una petita església romànica d'una sola nau coberta amb volta apuntada seguida i capçada a llevant per un absis semicircular cobert amb volta de quart d'esfera. La nau i l'absis es comuniquen a través d'un arc de doble plec apuntat, obrat amb dovelles petites. L'absis està ornamentat exteriorment per arcuacions i bandes llombardes.
El temple ha estat bastant afectat amb el pas del temps. D'una banda, el fet que l'església és en un pendent bastant pronunciat ha provocat que la part nord de l'edifici, tant la nau com l'absis, hagi quedat en part soterrat per la terra davallada del pendent. De l'altra, va ser construït un pis sobre la nau, com a terrabastall, cobert per una teulada a un sol vessant, inclinat cap al sud. A ponent hi ha un cos d'edifici a mode de porxo on es troba l'actual porta de l'església; l'antiga, ara tapiada, és a la façana de migdia. Aquest cos d'edifici fou construït amb les restes del mur de ponent de l'església romànica. Completa l'església un campanar petit, afegit en època tardana, situat a ponent de l'església.
La portalada romànica, a migdia, presenta una porta simple oberta sota dos arcs de mig punt en degradació, fets amb dovelles molt amples i curtes, de marbre rosat, ben tallades i polides. Els brancals de la porta són carreus d'esquist. Pel conjunt d'aparell del temple, cal incloure'l entre les obres de mitjan segle xii.